# علی صباح السالم
شهر علی صباح السالم (به عربی: علی صباح السالم) در استان احمدی در کشور کویت واقع شده‌است. جمعیت این شهر ۳۰٫۱۹۳ نفر است.